# پل گالوین (بازرگان)
پل وینسنت گالوین (۲۷ ژوئن ۱۸۹۵ – ۵ نوامبر ۱۹۵۹) یکی از دو بنیان‌گذار شرکت مخابراتی موتورولا بود. این شرکت نخست با نام شرکت تولیدی گالوین در ۲۵ سپتامبر ۱۹۲۸ بنیان نهاده شد. موتورولا اکنون پیش‌قدم در تجهیزات ارتباطی است. گالوین نخستین ضبطِ ماشین را اختراع کرد، که سنگ‌بنای کسب و کار اولیهٔ موتورولا را فراهم کرد.

## زندگی‌نامه
گالوین در هاروارد، ایلینوی به دنیا آمد. او در طول جنگ جهانی اول به عنوان افسر توپخانه خدمت کرد. بعدها، گالوین در مؤسسه فناوری ایلینوی حضور یافت. در طول تحصیل، گالوین عضوی فعال از انجمن برادری اجتماعی ملی فی کاپا تتا بود. او مدتی را در مارشفیلد، ویسکانسین سپری کرد. پسر او، باب گالوین زمانی که شرکت موتورولا را اداره می‌کرد بر ساخت سیستم مدیریت کیفیت شش سیگما نظارت داشت.